# Acidovorax
Gli Acidovorax sono un genere di proteobatteri, appartenenti alla famiglia delle Comamonadaceae. È da ricordare per la specie dell'Acidovorax avenae, responsabile di malattie che causano macchie nelle Cucurbitaceae.